# Чернявський Олексій Пилипович
Олексі́й Пили́пович Черня́вський (нар. 12 березня 1942, село Грунь Охтирського району Сумської області) — український діяч, 1-й заступник голови виконкому Сумської обласної ради, начальник управління сільського господарства Сумського облвиконкому. Народний депутат України 1—2-го скликань. Кандидат економічних наук (1983).

## Біографія
Народився у селянській родині. Закінчив агрономічне відділення Маловисторопського сільськогосподарського технікуму.
У 1960—1961 роках — помічник бригадира, бригадир комплексної бригади колгоспу імені Калініна Лебединського району Сумської області.
У 1961—1964 роках — служба в Радянській армії.
Член КПРС з 1963 по 1991 рік.
У 1964—1975 роках — агроном, головний агроном; заступник начальника Краснопільського районного управління сільського господарства Сумської області.
Закінчив Харківський сільськогосподарський інститут імені Докучаєва, вчений агроном.
У 1975—1986 роках — голова правління колгосп імені Володимира Ілліча смт Краснопілля Сумської області.
У 1983 році захистив кандидатську дисертацію «Економічна ефективність внесення підвищених доз мінеральних добрив під цукровий буряк в умовах Лівобережного лісостепу УРСР».
У 1986—1992 роках — заступник голови, голова Сумського обласного агропромислового комітету, 1-й заступник голови виконавчого комітету Сумської обласної ради народних депутатів, начальник управління сільського господарства Сумського облвиконкому, голова Ради агропромислових формувань Сумської області.
4.03.1990 року обраний народним депутатом України 1-го демократичного скликання, 1-й тур 50,5 % голосів, 4 претенденти. Входив до групи «Аграрники». Член Комісії ВР України з питань відродження та соціального розвитку села.
З 1992 року — генеральний директор Науково-виробничого об'єднання (НВО) «Еліта».
У квітні 1994 року обраний народним депутатом України 2-го демократичного скликання, Сумський виборчий округ № 353, 2-й тур, 50,51 % голосів, 8 претендентів. Член Комітету з питань фінансів і банківської діяльності. Член депутатської групи «Відродження та розвиток агропромислового комплексу України» («Аграрники України»).
Був членом Селянської партії України (СелПУ).
Потім — на пенсії.

## Нагороди
- орден Дружби народів
- медалі